# Mariusz Sobacki
Mariusz Sobacki (ur. 24 października 1966 w Bydgoszczy) – polski koszykarz, występujący na pozycjach silnego skrzydłowego lub środkowego, reprezentant Polski.
Wychowanek Astorii Bydgoszcz, świetny strzelec z dystansu. Uczęszczał do VII Liceum Ogólnokształcącego w Bydgoszczy. W sezonie 1981/1982 zespół kadetów Astorii prowadzony przez Macieja Mackiewicza z Sobackim w składzie zajął 3 miejsce podczas IX Ogólnopolskiej Spartakiady Młodzieży w Tarnowie. Sezon później kadeci pod wodzą Aureliusza Gościniaka zajęli 7 miejsce. W sezonie 1982/1983 Mariusz zadebiutował w seniorskim zespole „Asty”, z którym powrócił na zaplecze ekstraklasy.
W sezonie 1985/1986 rozpoczął grę w Polskiej Lidze Koszykówki. Najpierw przez 11 lat grał w Bobrach Bytom (z którymi zdobył srebrny 1996 oraz brązowy medal 1992), potem spędził 2 sezony we Włocławku oraz ekstraklasowy sezon w Sosnowcu. Pozostał w tej drużynie mimo spadku na sezon 1999/2000 do pierwszej ligi. Następnie grał w Wałbrzychu, Katowicach oraz w II-ligowej ekipie z Poznania. Uczestnik Meczu Gwiazd w 1994 oraz 1996. Reprezentant Polski kadetów i juniorów (30 występów) oraz seniorów (28 razy). Jest w czołówce zawodników z największą liczbą występów w PLK.

## Osiągnięcia

### Drużynowe
- Wicemistrz Polski (1996)
- Brązowy medalista mistrzostw Polski (1992)

### Indywidualne
- Uczestnik meczu gwiazd:
  - meczu gwiazd PLK (1994, 1996)
  - Polska vs gwiazdy PLK (1997)

### Reprezentacja
- Uczestnik:
  - kwalifikacji:
    - do mistrzostw Europy (1995, 1997)
    - olimpijskich (1988)

  - trasy reprezentacji Polski po USA (9-20.11.1986)[4]